# اسکات ولف
اسکات وُلف (انگلیسی: Scott Wolf؛ زادهٔ ۴ ژوئن ۱۹۶۸) یک هنرپیشه اهل ایالات متحده آمریکا است. وی از سال ۱۹۹۰ میلادی تاکنون مشغول فعالیت بوده‌است.

## گزیده فیلمشناسی
از فیلم‌ها یا برنامه‌های تلویزیونی که وی در آن نقش داشته‌است می‌توان به آثار زیر اشاره کرد.
- نانسی درو (مجموعه تلویزیونی ۲۰۱۹) (کارسون درو)
- لاک‌پشت‌های نینجا (فیلم ۱۹۹۰) (تاگ)
- همه چیزی که برای کریسمس می‌خواهم (فیلم) (شویر)
- دو اژدها (فیلم ۱۹۹۴) (بیلی لی)
- طوفان سفید (فیلم) (چارلز گیگ)
- بانو و ولگرد ۲: ماجراجویی اسکمپ (اسکمپ (صدا))
- وی (مجموعه تلویزیونی) (چد دکر)
- ادراک (مجموعه تلویزیونی) (دانی رایان)
- شیفت شب (مجموعه تلویزیونی) (دکتر اسکات کلمنس)